# Retrait de la France de l'Union européenne
« Frexit » redirige ici. Ne pas confondre avec Brexit, Grexit, Italexit ni Nexit.
Le retrait de la France de l'Union européenne est proposé en France par plusieurs personnes et organisations politiques. Le mot-valise « Frexit » (composé de France, et d'exit, « sortie » en anglais) est souvent utilisé pour désigner cette notion, par analogie constructive avec le terme Brexit, qui désigne le retrait du Royaume-Uni de l'Union européenne.

## Positions politiques

### Front national, devenu Rassemblement national
Le Front national prônait clairement la sortie de la zone euro en 1995 — cette proposition est particulièrement mise en avant sous la présidence de Marine Le Pen — et envisage la sortie de l'Union européenne à plusieurs reprises, par exemple lors des élections européennes de 1994 ou de l'élection présidentielle de 2002 avec le programme de Jean-Marie Le Pen. Emmanuelle Reungoat relève que « ce type d'appel n'apparaît cependant jamais dans la propagande électorale des élections européennes et, surtout, il se raréfie après 2002 ».
Lors de sa campagne présidentielle de 2012, Marine Le Pen préconise dans son programme « une renégociation des traités afin de rompre avec la construction européenne dogmatique en total échec », et appelle à « jeter les bases d'une Europe respectueuse des souverainetés populaires, des identités nationales, des langues et des cultures, et qui soit réellement au service des peuples ». Elle propose également d'interdire le drapeau européen sur les bâtiments publics.
Si en janvier 2014, Marine Le Pen demande au président de la République François Hollande un référendum sur la sortie de la France de l'Union européenne, « l'affirmation d'une volonté de sortir de l'UE fait néanmoins l'objet d'un usage parcimonieux » selon Emmanuelle Reungoat. En juin 2015, elle salue la décision du Premier ministre britannique David Cameron d'organiser un référendum sur l'appartenance du Royaume-Uni à l'Union européenne et déclare à la presse britannique qu'elle sera « Madame Frexit si l'Union européenne ne nous rend pas notre souveraineté monétaire, législative, territoriale et budgétaire ». À l'issue du séminaire organisé par son parti en février 2016, Marine Le Pen tranche en faveur de l'ouverture de négociations afin d’obtenir des clauses de non-participation à certaines politiques européennes, dont l’union monétaire. En cas d’échec de ces négociations, un référendum portant sur la sortie de l’Union serait organisé. En juillet 2016, après le choix des Britanniques de quitter l'Union européenne, Marine Le Pen promet d’organiser un référendum sur la sortie de l'Union européenne si elle est élue présidente de la République, après une « période de renégociation profonde de la nature de l’UE », précisant qu’elle démissionnerait si les Français décidaient d'un choix contraire au sien,. Cette proposition constitue le premier de ses engagements lors de sa campagne présidentielle de 2017. En campagne, elle réaffirme son engagement pris en juillet 2016, déclarant qu' « à peu près 70 % de [son] projet ne pourrait pas être mis en œuvre ».
Le journaliste Laurent de Boissieu estime cependant que le FN demeure divisé entre deux lignes : l'une, défendue par Marion Maréchal-Le Pen et Bernard Monot et alignée sur la position de David Cameron dans le cadre des débats sur le retrait du Royaume-Uni de l'Union européenne, souhaite négocier des clauses de non-participation à certaines politiques européennes, et notamment sortir de la zone euro et de l'espace Schengen ; l'autre, défendue par Marine Le Pen et Florian Philippot et alignée sur la position du Britannique Nigel Farage (UKIP), entend, en sus, remettre en cause le principe de primauté du droit de l'Union européenne, donc « refuser le caractère supranational de la construction européenne, c'est-à-dire sa nature même ».

Après les élections nationales de 2017, le FN se montre divisé sur cet enjeu et décide, lors de son séminaire de juillet 2017, de reporter l'examen de la sortie de la zone euro à la fin du quinquennat qu'il mènerait, actant le rejet de cette option dans la majorité de l'électorat,. Laurent de Boissieu relève cependant que dans les conclusions de ce séminaire, « au même titre que les frontières migratoires, le rétablissement des frontières commerciales était parallèlement présenté comme prioritaire. Or, il s’agit d’une remise en cause de la construction européenne plus profonde encore qu’une fin de l’euro, entré en vigueur en janvier 2002, puisque l’union douanière date, elle, de juillet 1968 ». Au contraire, le journaliste Daniel Schneidermann indique, après le départ de Florian Philippot du FN qui suit cette réorientation : « La France insoumise elle-même n'ayant jamais appelé clairement à la sortie de l'euro, plus aucune force politique importante, en France, ne préconise un Frexit ».

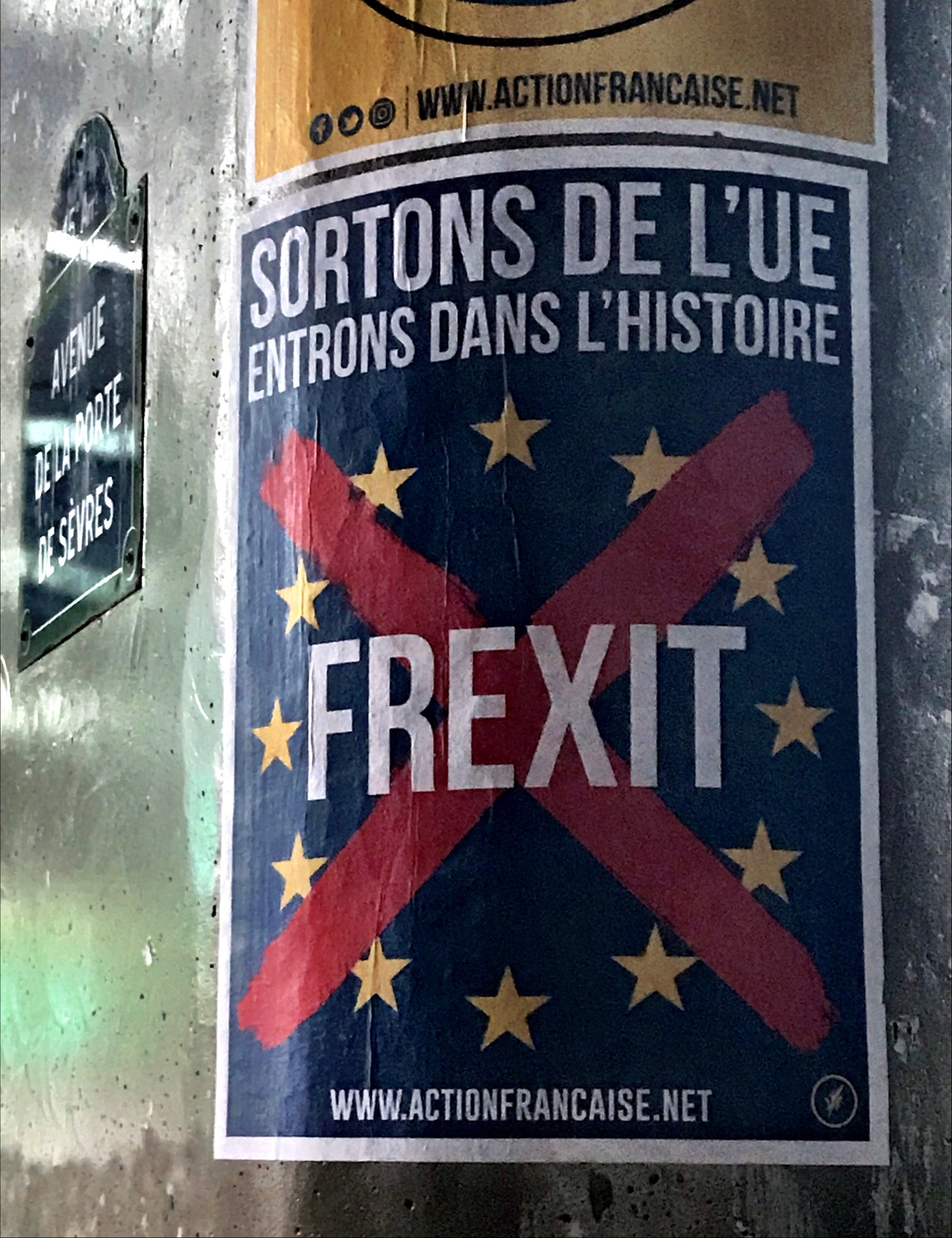
Affiche de l’Action française pour le Frexit.

Pour le chercheur Fabien Escalona, « le rapport à l’intégration européenne apparaît comme un élément périphérique » de l'idéologie développée par le FN, « qui vient illustrer et démontrer le cœur nationaliste, organiciste et altérophobe du FN », et expliquer les revirements du parti sur la question européenne.
En octobre 2017, certains médias relèvent que Marine Le Pen n'évoque plus le Frexit dans ses prises de parole et évoque seulement une renégociation des traités européens. Elle présente par ailleurs le FN comme « résolument européen »,. En janvier 2019, la presse indique que le Rassemblement national abandonne définitivement la sortie de l'euro par souci d'« ouverture », tout en souhaitant une « réforme de la gouvernance monétaire »,. Dans le même temps, Marine Le Pen appelle à limiter le pouvoir de la Convention européenne des droits de l’homme (CEDH), qui n'est pas du ressort de l'Union européenne, voire à s’en retirer.
Scission du FN fondée par Carl Lang, il prône la sortie de l'UE : dans son projet présidentiel de 2012, il proposait de "dénoncer tous les traités européens depuis Maastricht" et de "renégocier les conditions de la participation de la France à l'Union européenne". Plus récemment, en 2022, il défendait "la souveraineté de la France face à l'Union européenne".
Les Patriotes, parti politique créé en 2017 par Florian Philippot après son départ du Front national, défend le Frexit par référendum,. Florian Philippot affirme être le « seul » à promouvoir le Frexit, estimant que l'UPR « n'a pas de programme sur tout le reste » et que Debout la France est « sur un programme euro-réformiste ».
D'autres partis d'extrême-droite proches du Rassemblement National continuent à soutenir l'idée d'un Frexit comme l'Action française. Présentant une liste aux européennes de 2014 et de 2019, l'Alliance royale s'oppose également à l'appartenance de la France à l'Union européenne.

### Parti de gauche et La France insoumise
Le Parti de gauche (PG) puis La France insoumise (LFI), lors de la campagne présidentielle de 2017, prévoient un premier plan de réorientation profonde de l’Union européenne, et un plan alternatif de sortie de l’Union européenne en cas d’échec. Le PG s’est toujours refusé à faire de la sortie de la zone euro une option privilégiée, mais l’a envisagée comme une éventualité de dernier recours, en cas d’échec d’autres solutions plus coopératives, à partir d'une résolution adoptée en avril 2011.
En août 2018, Mediapart estime que LFI a désormais « vidé de sa substance » l'hypothèse du plan alternatif, Jean-Luc Mélenchon déclarant dans son discours de rentrée :« La proposition du plan A, [c’est] on change les règles […], le plan B [c’est] on le fera quand même, avec l’appui de ceux qui pensent comme nous ». Selon le journal en ligne, le parti cherche ainsi à rassembler davantage la gauche, notamment en vue des élections européennes de 2019, alors que l'hypothèse du plan B est controversée. Dans le programme pour les élections européennes de 2019, le plan A est associé à des « négociations » pour réécrire les traités, et le plan B est envisagé comme une « désobéissance immédiate » en utilisant les options de retraits autorisées par l'UE, soit le plan A que proposait le texte du PG en 2015. La direction du mouvement réfute cependant tout changement de ligne depuis 2017.
République Souveraine (RS), le parti de Georges Kuzmanovic, ancien membre de La France insoumise (LFI), continue à soutenir le Frexit notamment avec sa liste aux européennes en 2024.

### Union populaire républicaine

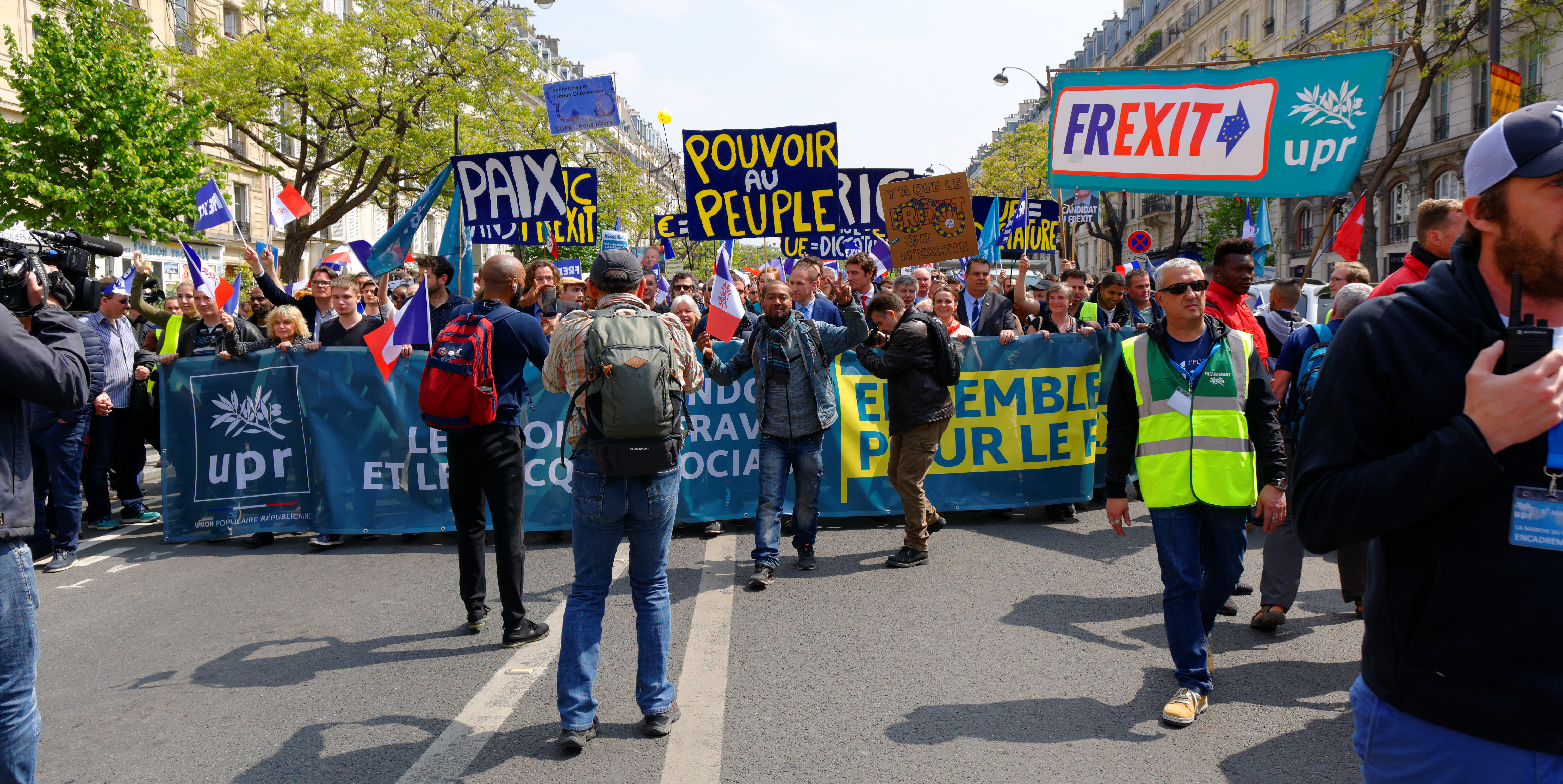
Manifestation de l'UPR pour le Frexit, le 1er mai 2019 à Paris.

L'Union populaire républicaine (UPR), parti fondé en 2007 pour promouvoir la sortie légale de la France de l'Union européenne par l'article 50 du Traité sur l'Union européenne, de la zone euro et de l'OTAN, est présidé par François Asselineau qui est présenté comme « le candidat du Frexit »,.
Génération Frexit est un parti politique créé le 14 juillet 2020 par Charles-Henri Gallois et d'anciens membres de l'Union populaire républicaine. Il propose la tenue d'un référendum sur l'appartenance de la France à l'Union Européenne. Génération Frexit, Les Patriotes et Debout la France concluent une alliance pour les élections législatives : l'Union pour la France, qui avait dans son programme la tenue d'un référendum sur l'appartenance à l'Union Européenne. En 2024, Charles-Henri Gallois s’allie au Rassemblement National de Marine Le Pen, et Génération Frexit se renomme en avril «Reprenons le contrôle» après un vote des adhérents.

### Autres partisans du Frexit
Du côté de l'extrême gauche, on retrouve aussi un certain nombre de partisans du Frexit. Le PCOF est un parti communiste orthodoxe fondé en 1979. Il défend "la sortie de la France de l'Union Européenne réactionnaire" et "l'abrogation de tous les traités européens depuis Maastricht". Le NPA soutenait le Frexit en 2017, en 2024 ce n'est plus le cas tant au NPA-B  qu'au NPA-C. Ce n'est plus le cas du parti Révolution Permanente issu du NPA depuis au moins 2019. Le POI est en faveur du Frexit depuis sa création. Le PRCF est en faveur du Frexit depuis sa création,.
Solidarité et progrès, parti dirigé par Jacques Cheminade, prône le retrait de la France de l'Union européenne et de la zone euro,. Il entend ensuite construire une « Europe des nations », au sein de laquelle « des projets communs seraient menés avec les six pays d'origine et l'Espagne et le Portugal ».
VIA, la voie du peuple (ex-PCD) créé le 27 février 2001 par Christine Boutin et aujourd'hui présidé par Jean-Frédéric Poisson  défend le Frexit face aux "trahisons de l'Union Européenne". VIA conclut une alliance avec Les Patriotes et Génération Frexit pour les élections européennes de 2024.
Dirigé et fondé par Yvan Benedetti, fondateur d'un groupe précédemment dissous en conseil des ministres, Les Nationalistes qui présentent une liste aux européennes de 2024 soutient la sortie de la France de l'UE
Fondé en 2015 par Daniel Gluckstein le PT soutient le Frexit et présente une liste aux européennes 2024 menée par Camille Adoue.
Liberté démocratique française, présentant une liste aux européennes de 2024, est favorable au Frexit.
L'ANC, présentant une liste en 2024, est favorable au Frexit.

### Depuis le Brexit
Au lendemain du vote britannique, François Hollande rencontre les différents leaders des principaux partis politiques français. Il rejette la proposition de référendum de Marine Le Pen et de Nicolas Dupont-Aignan de Debout la France (DLF),.

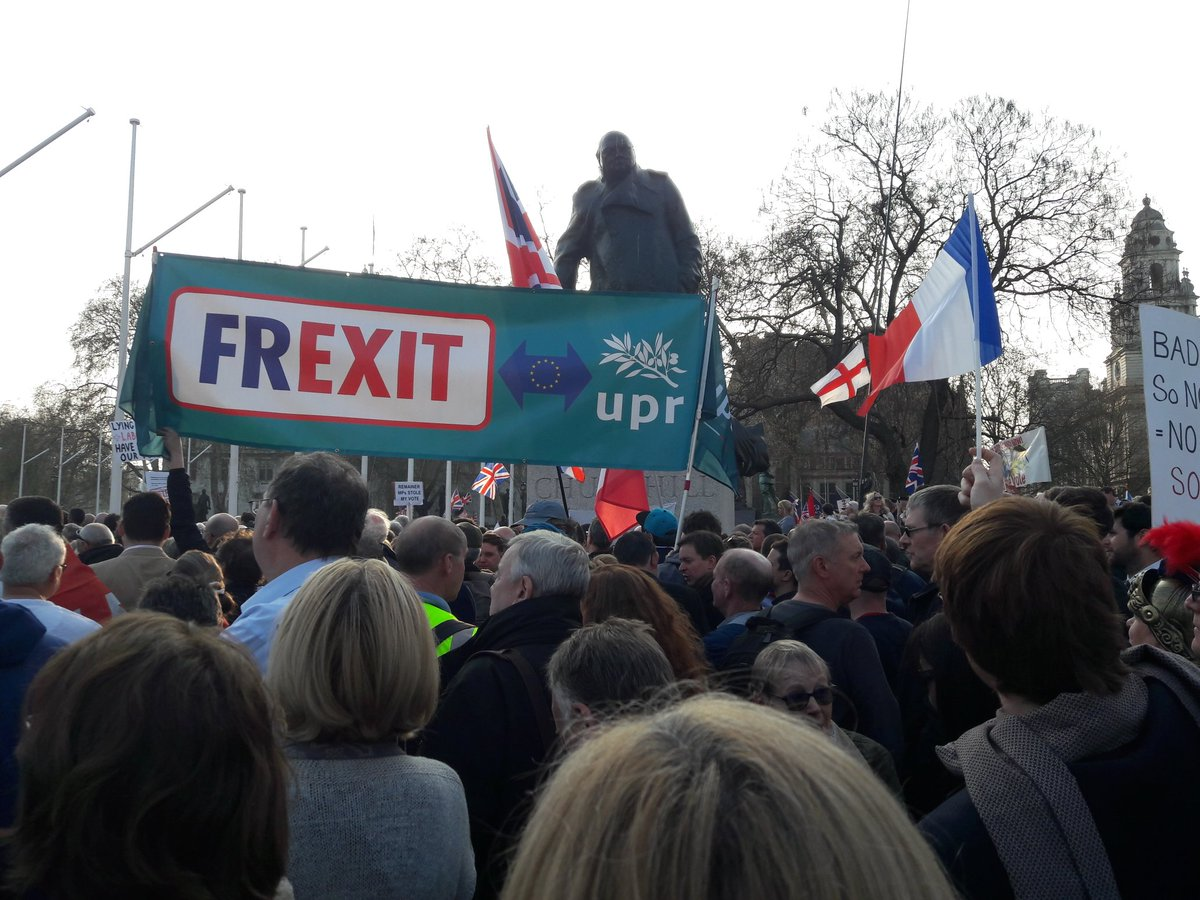
Des militants favorables au Frexit rassemblés au Parliament Square à Londres le 29 mars 2019.

D'après les échanges sur Twitter, les trois principaux partis français eurosceptiques mobilisés durant la campagne du référendum britannique sont le FN, DLF et l'UPR, en particulier avec leurs trois principales figures respectives que sont Florian Philippot, Nicolas Dupont-Aignan et François Asselineau. Les militants de l'UPR sont les principaux utilisateurs du hashtag #Frexit. Marine Le Pen utilise également le terme dans ses discours. Nicolas Dupont-Aignan indique quant à lui qu'il n'est « pas favorable au Frexit, du moins immédiat », préférant essayer d'abord de « réorienter la construction européenne », et qu'il est en cela « différent de Mme Le Pen ».
Sur les onze candidats à l'élection présidentielle de 2017, cinq appellent implicitement ou explicitement au retrait de la France de l'Union européenne selon Olivier Costa (François Asselineau, Marine Le Pen, Philippe Poutou, Nicolas Dupont-Aignan et Jacques Cheminade). La proposition de François Fillon, candidat des Républicains pour l'élection présidentielle de 2017, de sortir de la Convention européenne des droits de l'homme, une convention issue du Conseil de l'Europe (organisation internationale indépendante de l'Union européenne), est apparentée par certains observateurs à un Frexit,. Or, les droits contenus dans la Convention sont des droits déjà reconnus au niveau des États membres, par conséquent ce qui reste illégal dans un État ne peut lui être imposé par la Cour, à l'instar du verdict rendu par celle-ci dans l'affaire Gas et Dubois c. France en 2012.
Lors de la campagne présidentielle de 2022, Challenges évoque « le "Frexit" caché » que contiendraient les programmes de Marine Le Pen, Éric Zemmour et Jean-Luc Mélenchon, en raison de l'incompatibilité de nombre de leurs mesures phares avec les traités européens.

## Sondages et référendums
En 2002, la sortie de l’Union européenne suscite plus de 80 % de désapprobation chez les électeurs français. Cette proposition, à l'époque prônée par le FN, est davantage soutenue chez les femmes que chez les hommes (3 points d'écart). Par ailleurs les électrices sont moins nombreuses que les électeurs (69 % contre 57 %) à juger que « c’est une bonne chose que la France fasse partie de l’UE ».
En 2004, 13 % des retraités français et 13 % des actifs soutiennent la sortie de l'Union européenne, alors prônée par Jean-Marie Le Pen.

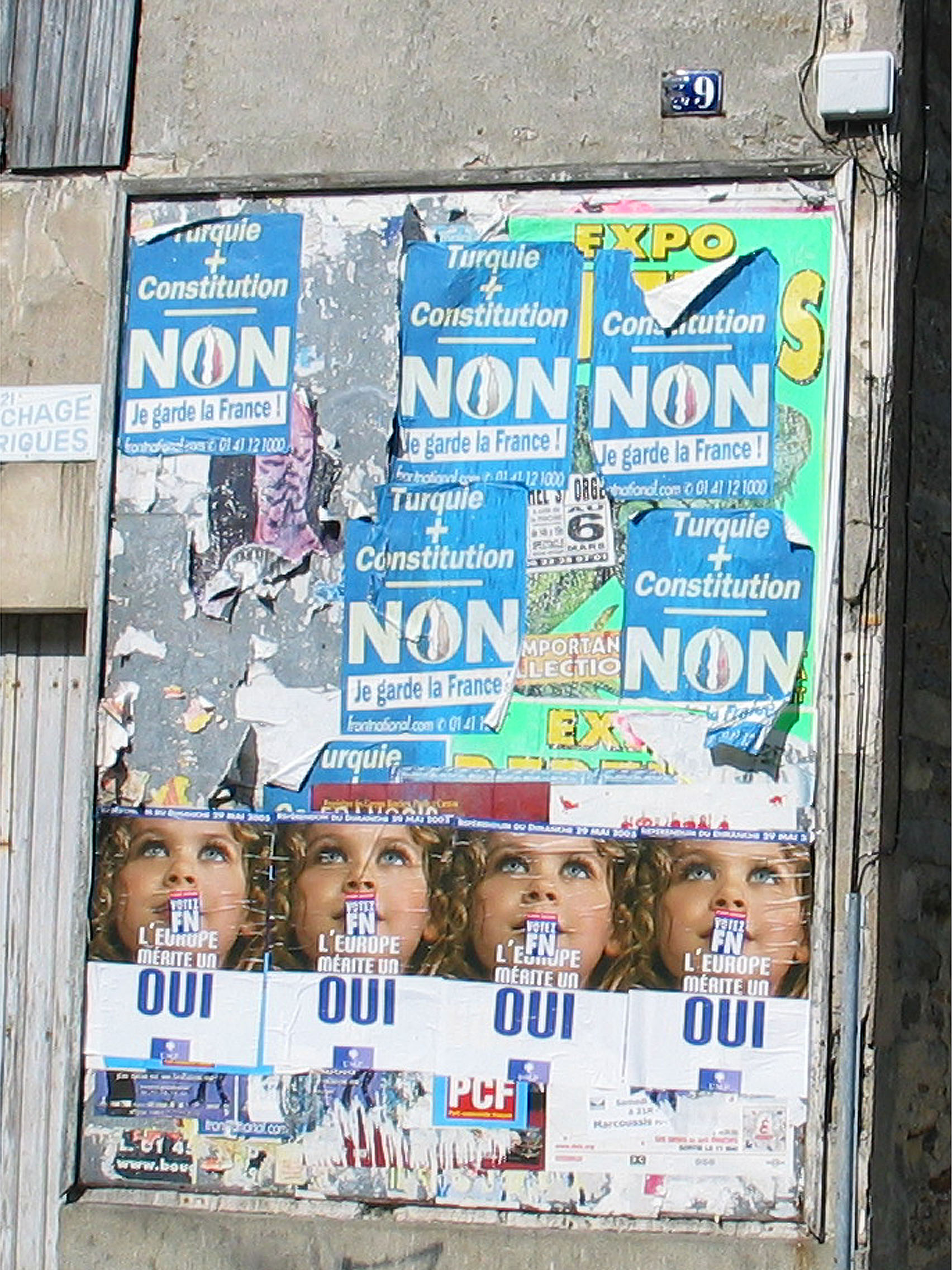
Des affiches en France lors du référendum sur la constitution, visant à la ratification du traité de Rome de 2004.

En 2005, le référendum français sur le traité établissant une Constitution pour l'Europe (aussi appelé traité de Rome II ou traité de Rome de 2004) eut lieu le 29 mai 2005. À la question « approuvez-vous le projet de loi qui autorise la ratification du traité établissant une constitution pour l'Europe ? », le « non » recueille 54,68 % des suffrages exprimés. Le résultat surprend les commentateurs politiques, alors que les partisans du « oui » avaient bénéficié de 71 % des interventions dans les médias télévisés entre le 1er janvier et le 31 mars. Le résultat négatif du référendum, joint à Référendum néerlandais sur le traité établissant une Constitution pour l'Europe celui des Pays-Bas trois jours plus tard, scelle le sort du traité.
Il s'agissait du troisième référendum sur un traité européen, après ceux de 1972 sur l'élargissement des Communautés européennes et celui de 1992 sur le Traité de Maastricht, mais il fut le premier à être rejeté.
En 2007, lors du sommet européen du 8 au 10 juin présidé par l'Allemagne, Nicolas Sarkozy défend l'idée d'un « traité simplifié » entre les partenaires européens, reprenant en grande partie les articles du projet de constitution européenne, notamment la partie institutionnelle. Après de longues négociations, avec en particulier le président polonais Lech Kaczyński, ce projet est adopté le 23 juin 2007. Le traité de Lisbonne est adopté par le Parlement français en février 2008, et entre en application en décembre 2009.
D'après une enquête menée au lendemain des élections régionales de 2015, les sympathisants du FN sont « les seuls à droite à porter majoritairement un jugement négatif sur l’appartenance de la France à l’Union européenne. 61 % des frontistes estiment qu’elle n’en a pas bénéficié, et la principale crainte qu’ils expriment « pour eux personnellement » est que l’intégration européenne entraîne « une augmentation du nombre des immigrés ».
Un sondage réalisé par le Pew Research Center en juin 2016, juste avant le référendum britannique, montre que 61 % des Français ont une mauvaise image de l'Union européenne contre 71 % d'opinions défavorables chez les Grecs et 48 % d'opinions défavorables au Royaume-Uni.
Après le référendum britannique, un sondage TNS-Sofres-onepoint réalisé en juin 2016 pour Le Figaro, RTL et LCI, indique que 45 % des Français interrogés choisissent le maintien au sein de l'Union européenne et que 33 % optent pour la sortie.
Selon un sondage publié en mars 2017, 72 % des Français sont opposés au retrait de la zone euro et 37 % d'entre eux estiment que l'UE présente plus d'inconvénients que d'avantages.
Au niveau régional, les citoyens des plus grands pays européens apparaissent plus nombreux à souhaiter un maintien de leur pays au sein de l'UE. Un sondage allemand de la fondation Bertelsmann-Stiftung pointe une progression du nombre de Français en faveur d'un maintien qui passe de 50 à 53 % des personnes interrogées, avant et après le référendum britannique ; les progressions sont encore plus fortes en Pologne, en Allemagne ou au Royaume-Uni.
Dans un entretien accordé à la BBC le 20 janvier 2018, le président français Emmanuel Macron, partisan convaincu de l'Union Européenne, déclare que les Français auraient probablement pris la même décision que les Britanniques de quitter l'Union européenne, si la question leur avait été soumise par référendum,.
En 2019, dans un sondage de l'Ifop sur l'hypothèse d'un référendum d'initiative citoyenne en France, 60 % des Français se déclare défavorable à la sortie de la France de l'UE.
Selon un sondage Viavoice de décembre 2021, 63 % des Français souhaitent rester dans l’Union européenne et 66 % dans la zone euro.
Selon un sondage Odoxa de janvier 2024, 78 % des Français estiment que l’Union européenne joue un rôle négatif pour les agriculteurs français.
Selon un sondage Ifop pour Ouest-France en mai 2024, une majorité de Français exprime un sentiment négatif à l'égard de l'Europe, d’inquiétude (46 %) ou de colère (13 %); 16 % se déclarant indifférents et un quart seulement manifestant de la confiance (15 %) ou de l'optimisme (10 %).

## Analyses

### Probabilité
Pour le politologue britannique Simon Usherwood, spécialiste de l’euroscepticisme, la France serait le pays le plus susceptible de suivre les Britanniques. Le milliardaire américain George Soros, qui s'était opposé à la sortie du Royaume-Uni de l'UE, prédit que la France et les Pays-Bas seraient les prochains pays à quitter l'UE.
En mars 2017, l'agence Moody's estime que « si le risque que le résultat électoral (…) remett(e) en cause le maintien en France de la monnaie unique et son adhésion à l'Union européenne est faible, il n'en est pas moins croissant ».
Dans le même temps, le Belge Herman Van Rompuy, ancien président du Conseil européen, rejette l'hypothèse d'un Frexit et d'un Nexit (retrait des Pays-Bas).

### Révision constitutionnelle
D'après le juriste Dominique Rousseau, « une révision qui aurait pour objet de supprimer le titre XV relatif à l’Union européenne [dans la Constitution] est impossible puisqu’elle remettrait en cause la tradition républicaine de coopération loyale avec les autres États ».
Cette opinion n'a toutefois été soutenue par aucun autre spécialiste du droit constitutionnel. En outre, elle ne précise pas le lien de corrélation pouvant exister entre l'appartenance à l'Union européenne et la renonciation à la coopération loyale avec les autres Etats. Enfin, selon l'article 89 de la Constitution, relatif aux réformes constitutionnelles, seule la forme républicaine des institutions ne peut faire l'objet d'une révision constitutionnelle.[réf. nécessaire]